# Р̌ (слово ћирилице)
Р̌ р̌ је слово ћириличног писма.
Р̌ р̌ се користи у нивском језику, где представља безвучни алвеоларни треп , понекад анализиран као .
Такође се користио у пољској ћирилици 19. века, што одговара диграфу Rz, који је некада имао звучну вредност чешког Ř ř.

## Слична слова
- Ř ř : Латинично слово R са кароном
- Ҏ ҏ : Ћирилично слово Р са квачицом
- Ԗ ԗ : Ћирилично слово Р